# 西日暮里站
西日暮里站（日语：／ Nishi-nippori eki */?）是位於日本東京都荒川區西日暮里五丁目，屬於東京地下鐵、東日本旅客鐵道（JR東日本）、東京都交通局的鐵路車站。

## 停站路線
本站停靠以下3條路線，為轉乘站。
- 東京地下鐵： 千代田線 - 車站編號「C 16」。
- JR東日本：軌道名稱為東北本線，停靠路線則是行駛電車線的京濱東北線與山手線，旅客資訊不使用「東北（本）線」。依據特定都區市內制度，本站屬「東京都區內」與「東京山手線內」。 - 車站編號「JK 33」（ 京濱東北線）、「JY 08」（ 山手線）。
- 東京都交通局： 日暮里-舍人線 - 車站編號「NT 02」。

東京地下鐵千代田線的列車與常磐線（各站停車）及小田原線進行直通運行。

## 历史
此站是作為日本國有鐵道（國鐵）與帝都高速度交通營團（營團地下鐵）千代田線的轉乘站而新設，同時也提升常磐線複複線化後常磐快速線通過站的轉乘機能。

### 年表
- 開業以前曾稱作「新日暮里站」（日语：／ Shin-nippori eki */?）[1]。
- 1969年（昭和44年）12月20日：營團地下鐵千代田線車站開業。
- 1971年（昭和46年）4月20日：成為營團地下鐵千代田線與山手線的轉乘站。
- 1987年（昭和62年）4月1日：國鐵分割民營化。東北本線（山手線、京濱東北線）由JR東日本管轄。
- 1988年（昭和63年）3月13日：京濱東北線快速開始運行，午間京濱東北線不停靠本站。
- 2001年（平成13年）11月18日：JR東日本啟用IC卡「Suica」。
- 2004年（平成16年）4月1日：營團地下鐵民營化。千代田線由東京地下鐵繼承。
- 2008年（平成20年）3月30日：東京都交通局日暮里·舍人線車站開業。
- 2013年（平成25年）12月14日：綠色窗口結束營業。

## 車站構造

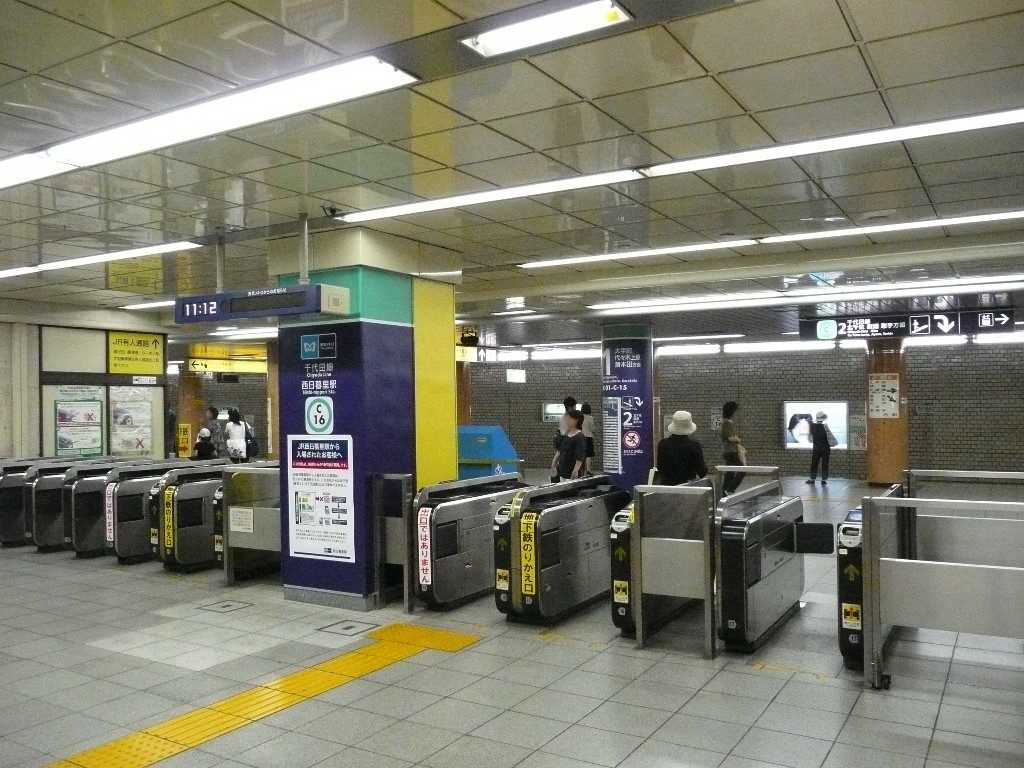
JR、東京地下鐵連絡剪票口（2008年7月）

JR東日本與東京都交通局有各1處剪票口，東京地下鐵則設有2處剪票口，另外地下還有JR東日本 - 東京地下鐵之間的連絡剪票口。該連絡剪票口未設自動轉乘精算機，因此需要精算或是區間變更時須前往一旁的窗口由站員協助。另外，連絡剪票口的自動驗票閘門為JR東日本樣式，窗口業務由東京地下鐵職員執行。
當JR線南鄰的日暮里站所停靠的常磐快速線發生運輸障礙時，若是與本站的東京地下鐵千代田線（常磐緩行線直通）實施振替輸送，尖峰時刻時會開放轉乘剪票口因應。
東北本線高架橋附近的入口雖可前往JR東日本、東京地下鐵雙方的站區，但該入口並沒有東京地下鐵的標誌。

### JR東日本
JR車站為2面4線島式月台高架車站，地下有轉乘千代田線的轉乘剪票口。站內設有指定席售票機、VIEW ALTTE。綠色窗口已在2013年12月14日結束營業。
電扶梯分別設於田端站側與日暮里站側，電梯則設於日暮里側。另外也有電扶梯通往千代田線轉乘剪票口。
過去電車到站時會播放「西日暮里、西日暮里、轉乘地下鐵千代田線」，但在導入ATOS後已取消。
JR日暮里站與西日暮里站之間只有0.5km，是山手線中最短的站距。加上沒有高低差，可以目視對方車站的月台。

#### 月台配置
| 月台 | 路線       | 目的地                           |
| ---- | ---------- | -------------------------------- |
| 1    | 京濱東北線 | 上野、東京、品川、橫濱、磯子方向 |
| 2    | 山手線     | 上野、東京、品川、五反田方向     |
| 3    | 山手線     | 田端、池袋、新宿、澀谷方向       |
| 4    | 京濱東北線 | 田端、赤羽、川口、大宮方向       |

（來源：JR東日本:車站構內圖 （页面存档备份，存于））
京濱東北線快速運行時段不停靠本站，因此1、4號線不停靠列車。該時段要往赤羽、浦和、大宮方向與蒲田、川崎、橫濱方向的乘客須搭乘2、3號線的山手線前往上野站或田端站轉乘。

#### 無障礙設備

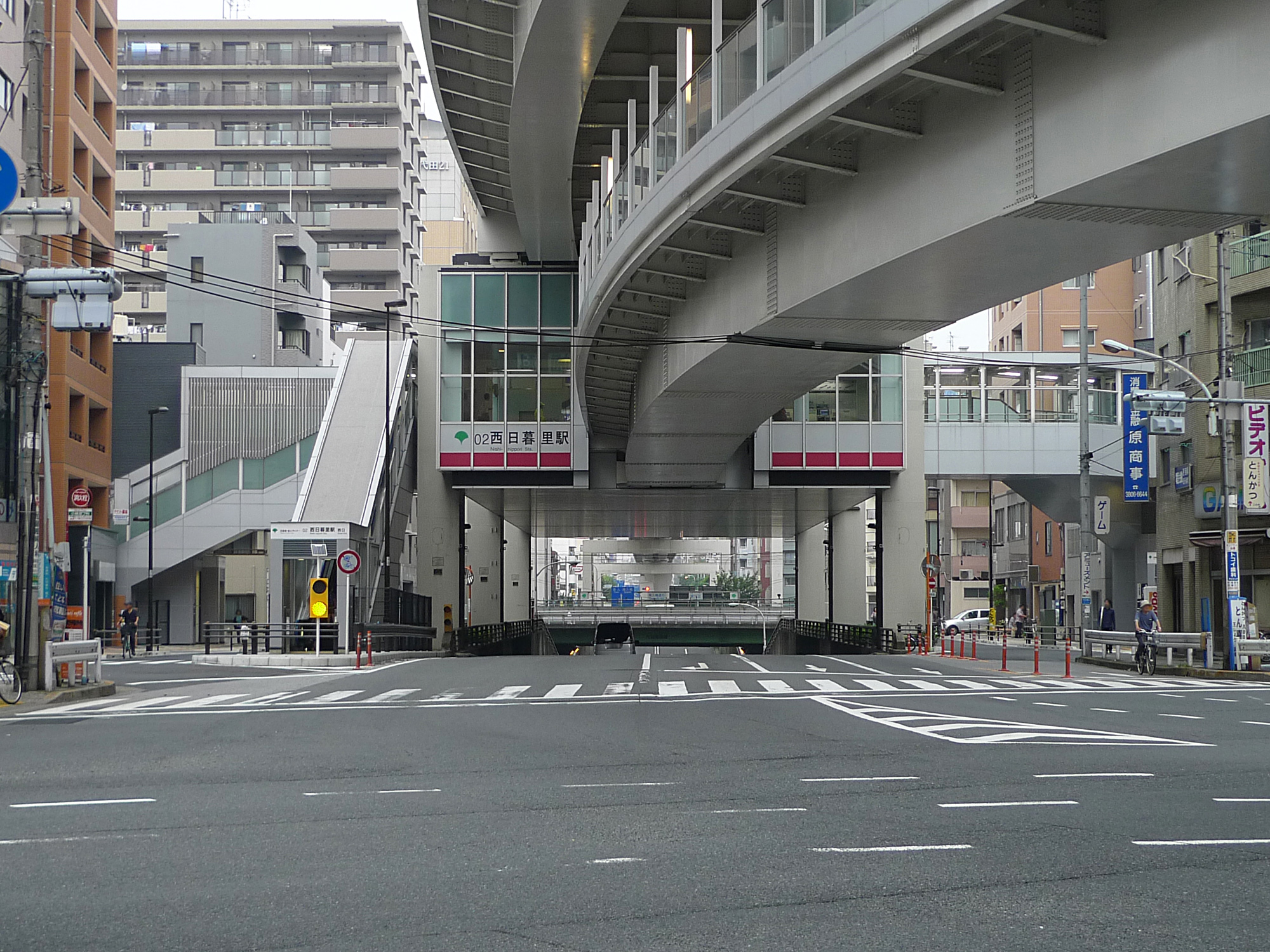
車站外型
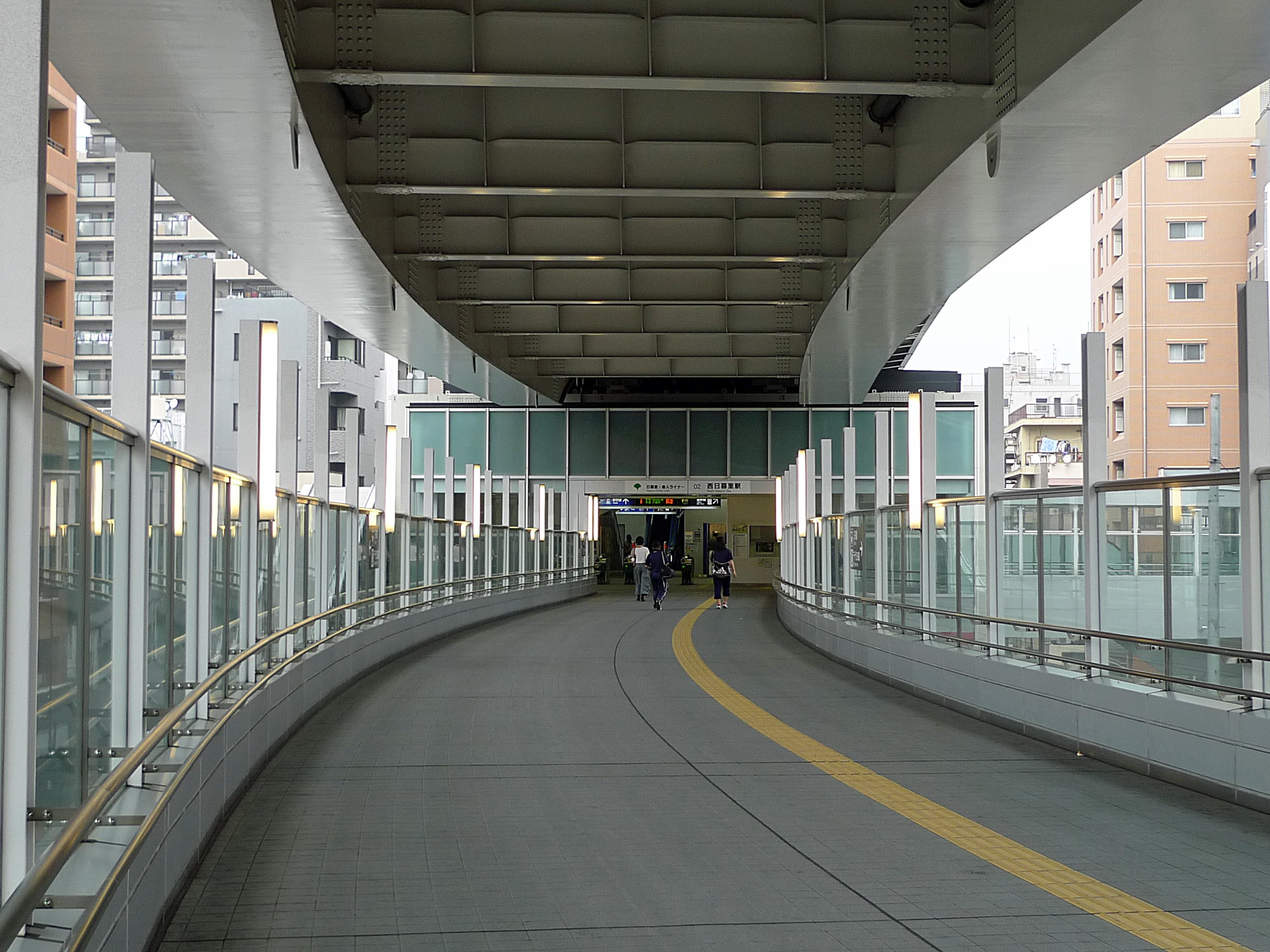
剪票口前通道

- 上行、下行電扶梯：連絡剪票口 - JR剪票口 - 月台
- 電梯：JR剪票口 - 月台
- 輪椅昇降機：JR月台口 - 連絡月台口
- 多功能廁所：JR付費大廳內

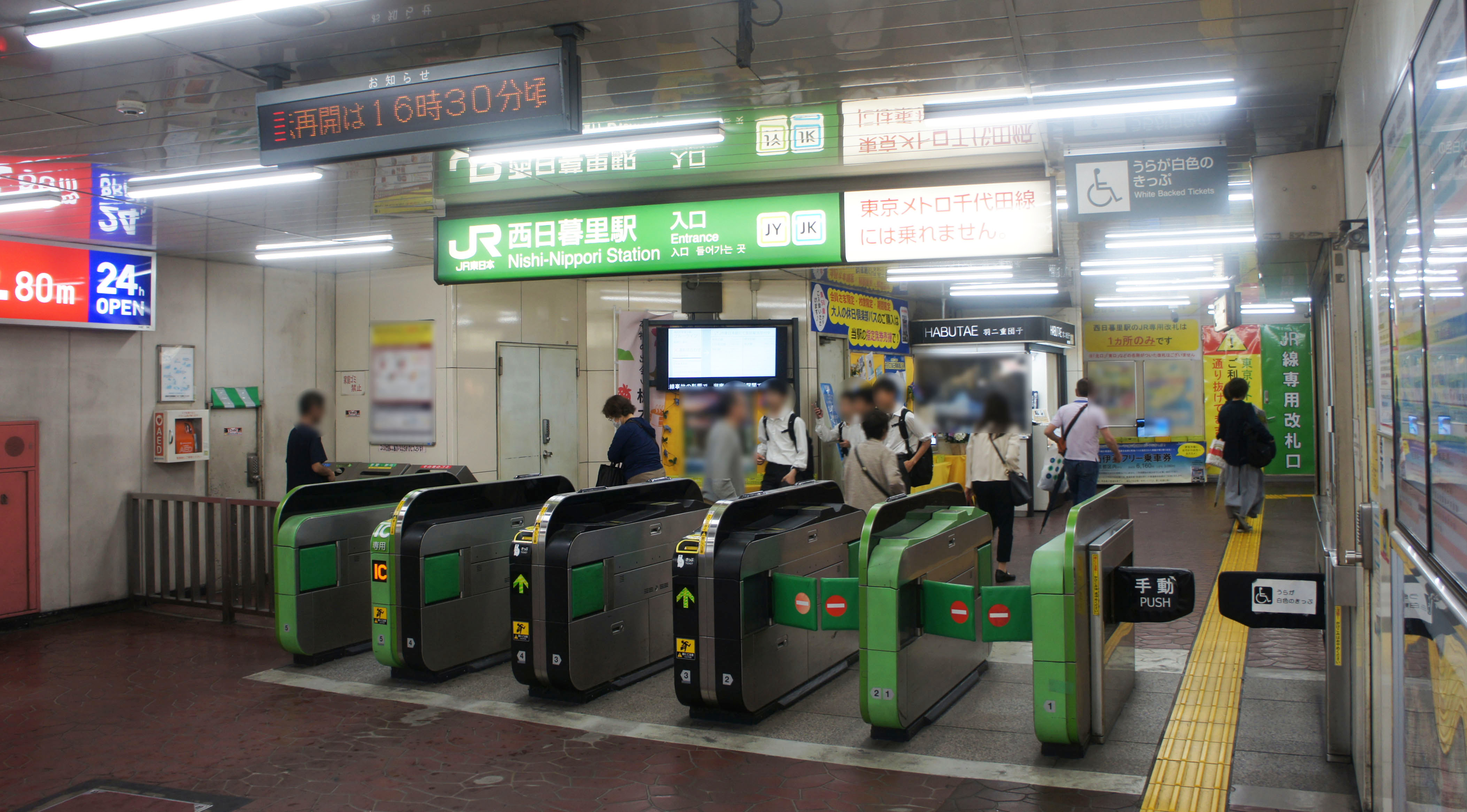
閘口（2019年6月）
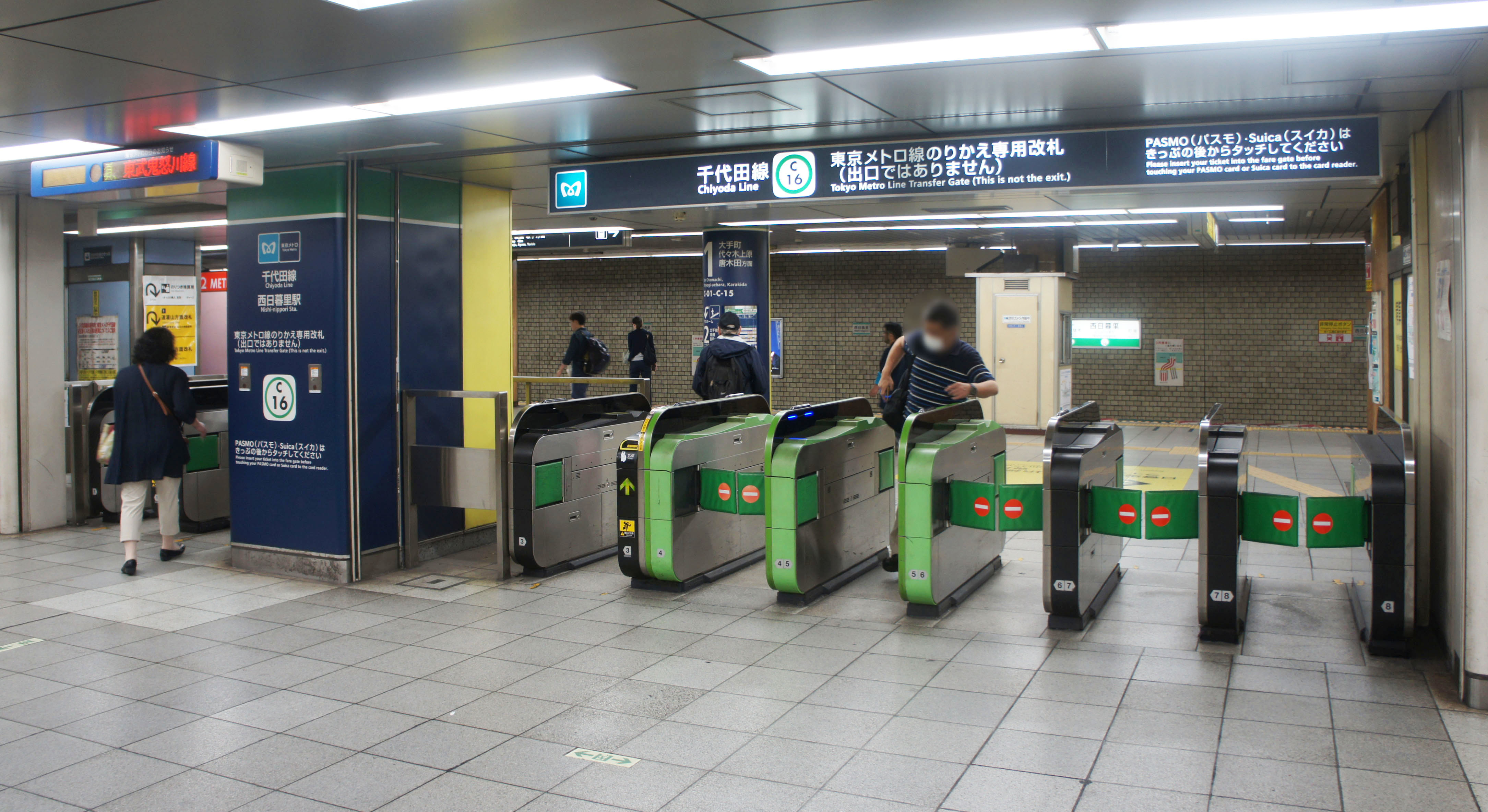
JR、東京地下鐵轉乘閘口（2019年6月）
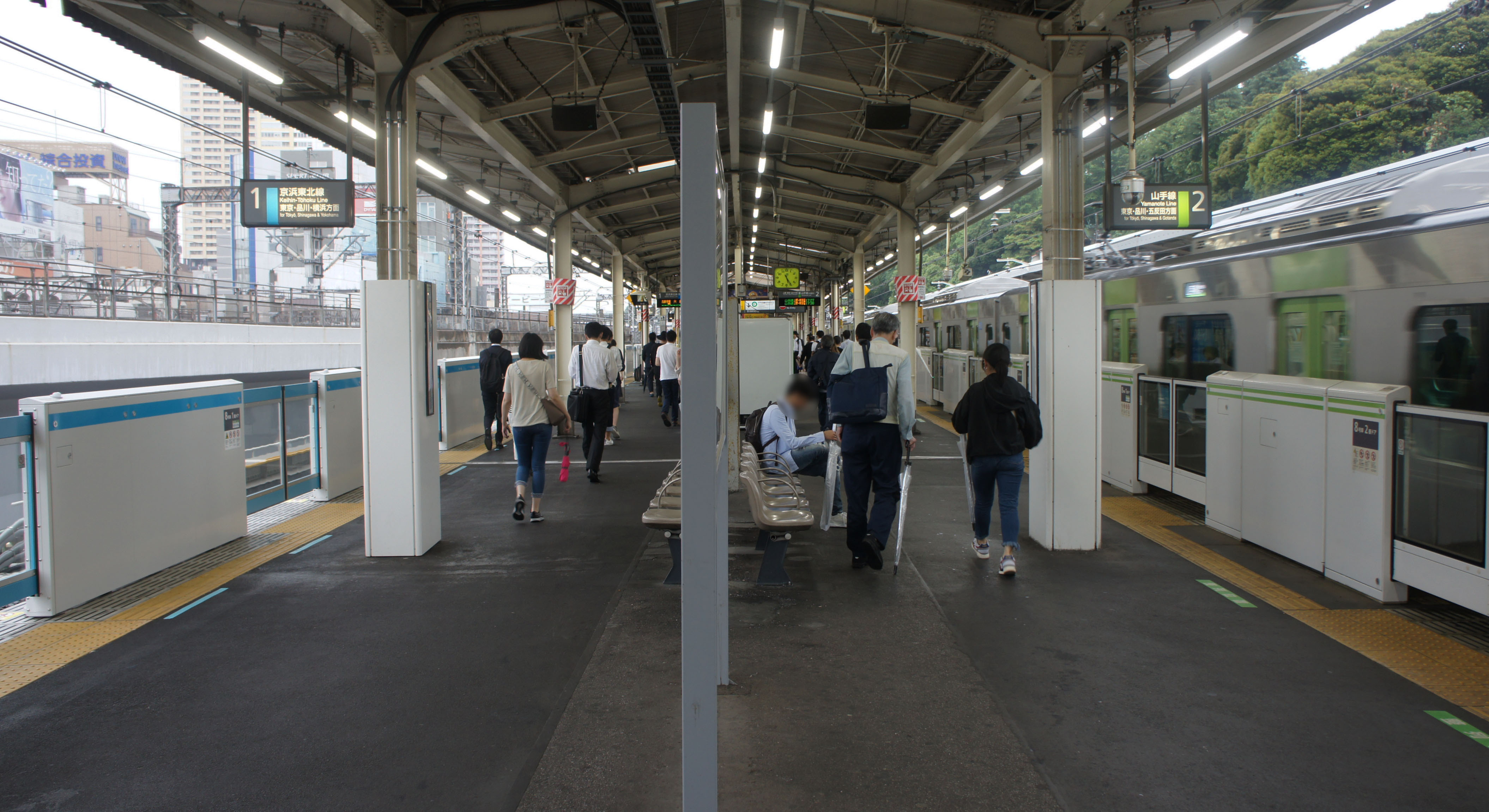
1、2號月台（2019年6月）
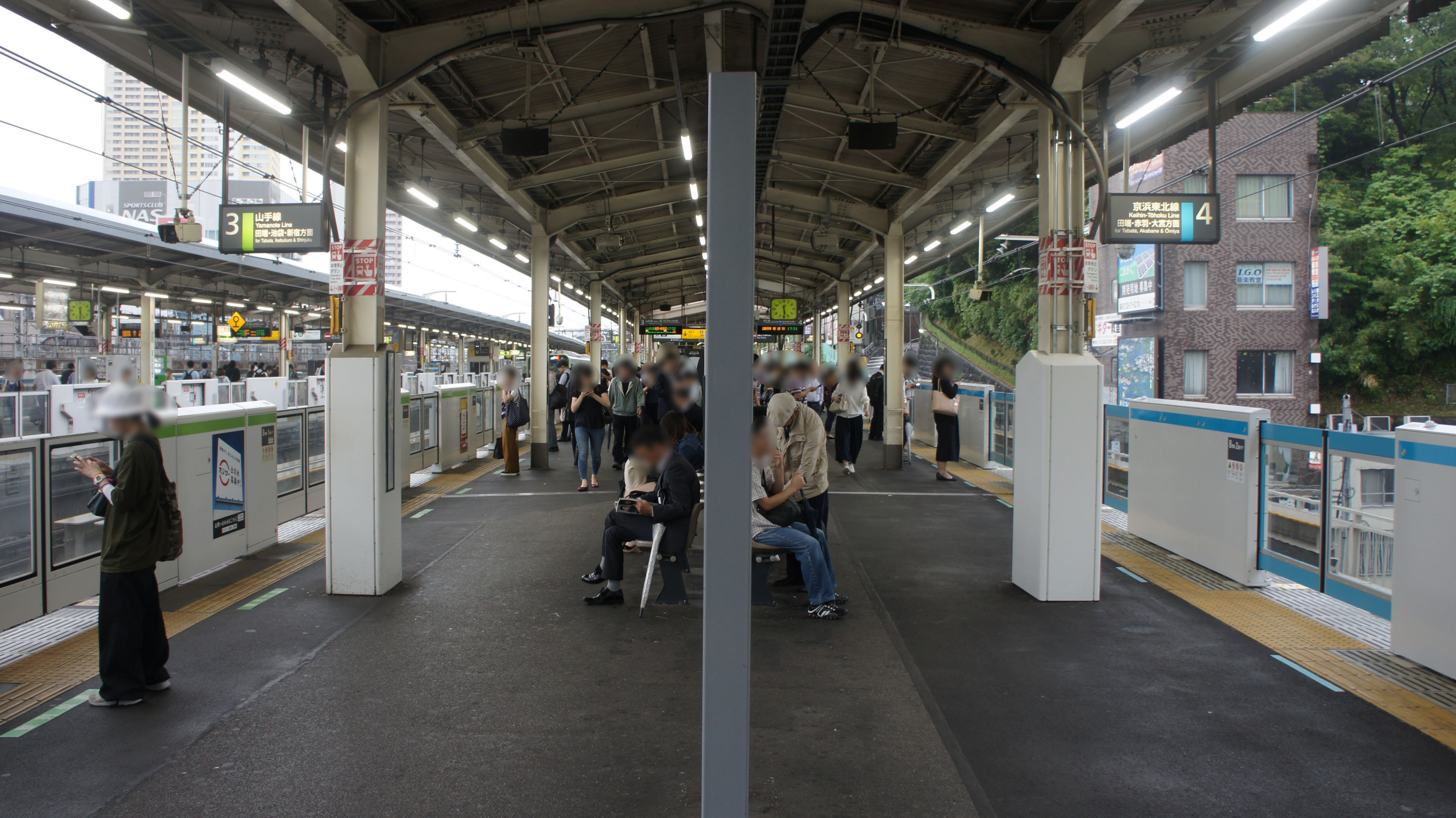
3、4號月台（2019年6月）

### 東京地下鐵
東京地下鐵站區位於都道457號的地下，路線走向正好與JR線交叉。
站區共有三層。地下一樓是車站大堂，地下二、三樓是兩座側式月台：地下二樓的月台是往代代木上原方向，而地下三樓的月台是往綾瀨方向。由於本站所在的千代田線北千住－湯島段路線的路面都比較狹窄，不能使用2條平行路軌的設計，因此需改用雙層單線設計，使本站在內的路段沿線車站須使用這種雙層設計。
本站轉乘JR線須使用轉乘專用剪票口，未持有IC乘車券與連絡乘車券的乘客須先進行精算（區間變更）。由於未設轉乘精算機，精算須在有人窗口進行。
精算窗口上方有運費計算基準與發售範圍及「請從現在開始購買轉乘票券」。自2007年3月18日開始首都圈IC卡相互利用服務後，使用IC乘車券與使用連絡乘車券的運費可能會有差異。
轉乘自動驗票閘門是JR東日本樣式，雖能投入2張車票，但此時不能使用東京地下鐵的磁氣券。若是使用Suica與PASMO等互通IC卡，在東京地下鐵磁氣券投入後可直接感應IC卡。
千代田線月台的發車蜂鳴器操作按鈕是東京地下鐵少見的「ON」、「OFF」分離型。與JR不同的是，在按下「ON」之前，「OFF」是按入的。

#### 月台配置
| 月台 | 路線     | 目的地                         | 備註                                                                       |
| ---- | -------- | ------------------------------ | -------------------------------------------------------------------------- |
| 1    | 千代田線 | 大手町、代代木上原、唐木田方向 | 代代木上原站起直通 小田急線 （直通至 小田原線 本厚木站與 多摩線 唐木田站） |
| 2    | 千代田線 | 北千住、綾瀨、取手方向         | 綾瀨站起直通 常磐線（各站停車）                                            |

（來源：東京地下鐵:構內圖 （页面存档备份，存于））

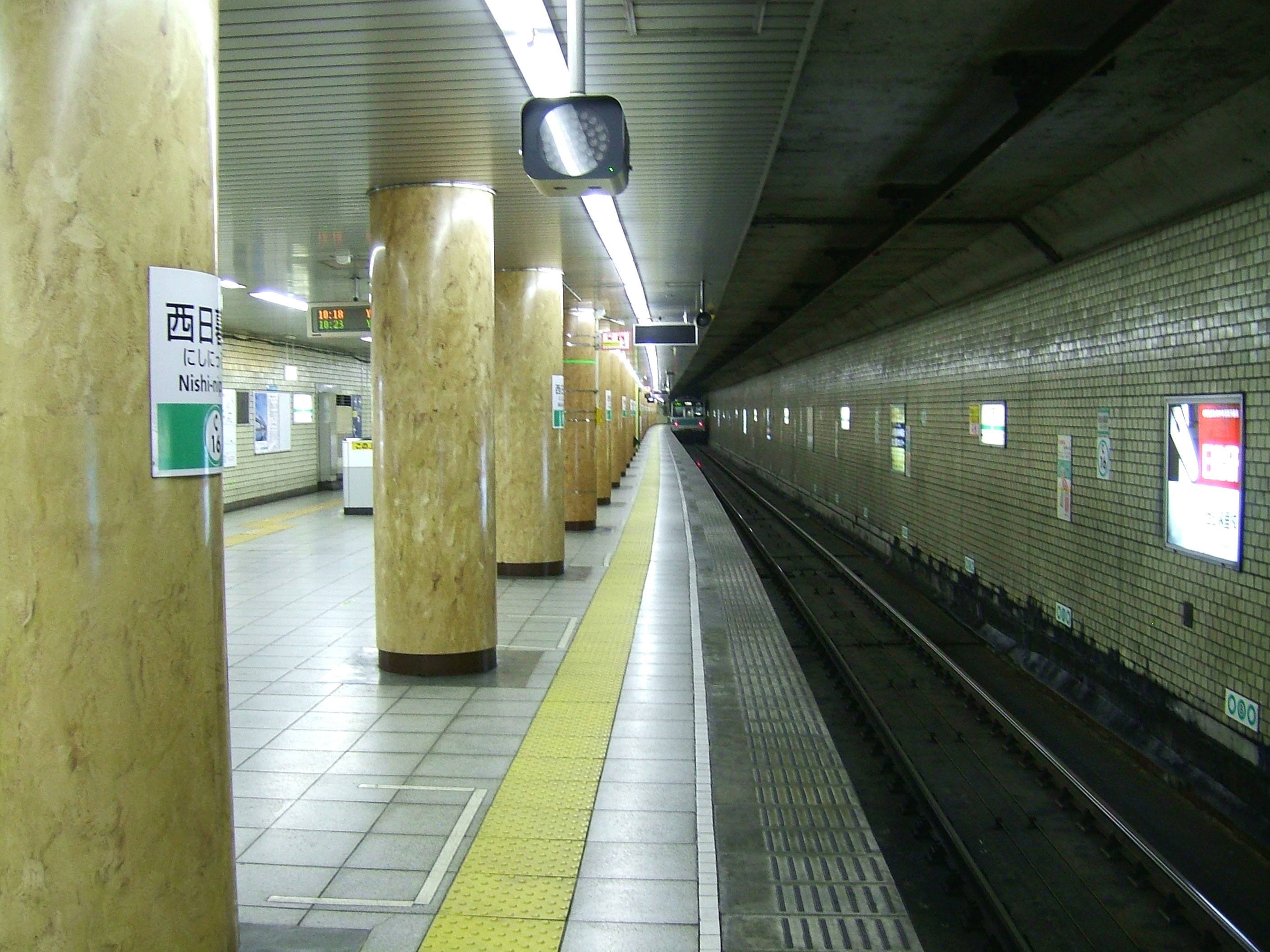
1號月台（2008年5月21日）
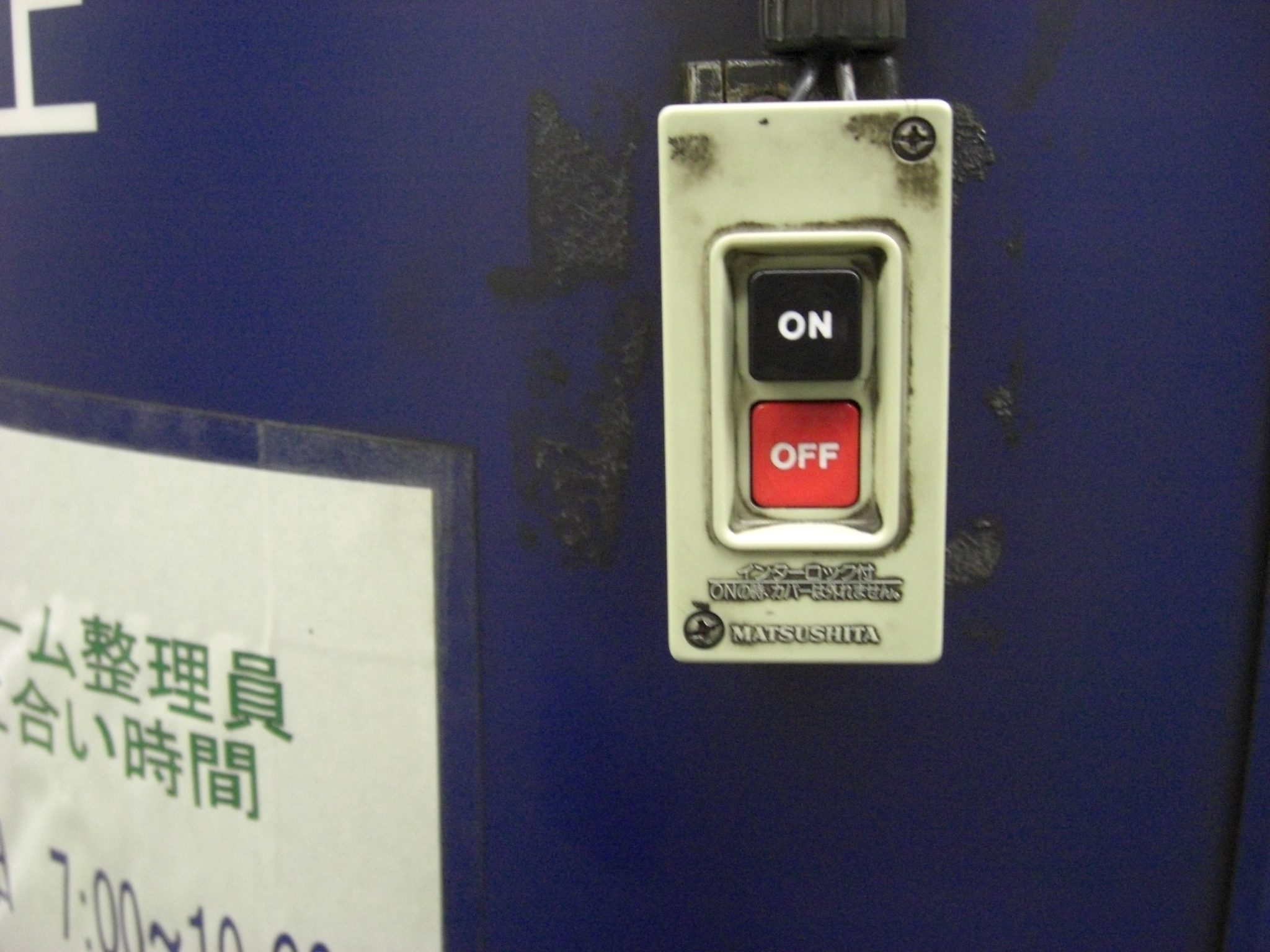
千代田線月台的發車蜂鳴器操作按鈕

### 東京都交通局
島式1面2線的高架月台。站舍設於尾久橋通上、京成電鐵本線與田端貨物線交會處附近。
出入口共有四處，分別位於站房東西兩側以及行人空中步道連結的西日暮里5丁目交差點兩個出入口。從JR站步行前往需行走數分鐘。與東京地下鐵車站則有電梯直通。

#### 月台配置
| 月台 | 路線          | 目的地             |
| ---- | ------------- | ------------------ |
| 1    | 日暮里-舍人線 | 見沼代親水公園方向 |
| 2    | 日暮里-舍人線 | 往日暮里           |

#### 無障礙設備
- 電扶梯
- 多功能廁所
- 電梯

- 車站外型
- 剪票口前通道

## 利用狀況
- JR東日本 - 2019年度1日平均上車人次為99,696人[使用人數 1]。
該公司車站中次於神田站排名第40位。2016年度睽違18年重回10萬人次。
- 東京地下鐵 - 2017年度1日平均上下車人次為170,756人[使用人數 2]。
東京地下鐵全部130個車站當中次於有樂町站名列第17位。
- 東京都交通局 - 2017年度1日平均上下車人次為29,150人（上車人次14,105人、下車人次15,045人）[使用人數 3]。
日暮里·舍人線車站中僅次於日暮里站高居第2位。

### 各年度1日平均上下車人次
各年度1日平均上下車人次如下表。
| 年度               | 營團 / 東京地下鐵  | 營團 / 東京地下鐵 | 東京都交通局       | 東京都交通局 |
| 年度               | 1日平均 上下車人次 | 增長率            | 1日平均 上下車人次 | 增長率       |
| ------------------ | ------------------ | ----------------- | ------------------ | ------------ |
| 1999年（平成11年） | 160,758            |                   | 未開業             | 未開業       |
| 2000年（平成12年） | 157,034            | −2.3%             | 未開業             | 未開業       |
| 2001年（平成13年） | 151,051            | −3.8%             | 未開業             | 未開業       |
| 2002年（平成14年） | 144,835            | −4.1%             | 未開業             | 未開業       |
| 2003年（平成15年） | 140,271            | −3.2%             | 未開業             | 未開業       |
| 2004年（平成16年） | 139,991            | −0.2%             | 未開業             | 未開業       |
| 2005年（平成17年） | 138,446            | −1.1%             | 未開業             | 未開業       |
| 2006年（平成18年） | 137,246            | −0.9%             | 未開業             | 未開業       |
| 2007年（平成19年） | 153,083            | 11.5%             | [ 備註 1 ]         |              |
| 2008年（平成20年） | 158,443            | 3.5%              | 15,308             |              |
| 2009年（平成21年） | 157,582            | −0.5%             | 17,950             | 17.3%        |
| 2010年（平成22年） | 157,802            | 0.1%              | 19,247             | 7.2%         |
| 2011年（平成23年） | 156,404            | −0.9%             | 19,887             | 3.3%         |
| 2012年（平成24年） | 158,555            | 1.4%              | 20,360             | 2.4%         |
| 2013年（平成25年） | 162,852            | 2.7%              | 21,825             | 7.2%         |
| 2014年（平成26年） | 164,701            | 1.1%              | 23,452             | 7.5%         |
| 2015年（平成27年） | 166,157            | 0.9%              | 25,474             | 8.6%         |
| 2016年（平成28年） | 169,159            | 1.8%              | 26,951             | 5.8%         |
| 2017年（平成29年） | 170,756            | 0.9%              | 29,150             | 8.2%         |
| 2018年（平成30年） | 170,389            | −0.2%             | 30,249             | 3.8%         |

### 各年度1日平均上車人次（1969年－2000年）
各年度1日平均上車人次如下表。
| 年度               | 國鐵 / JR東日本 | 營團   | 來源              |
| ------------------ | --------------- | ------ | ----------------- |
| 1969年（昭和44年） | 未開業          | 1,971  | [ 東京都統計 1 ]  |
| 1970年（昭和45年） | 未開業          | 2,455  | [ 東京都統計 2 ]  |
| 1971年（昭和46年） | 45,954          | 62,888 | [ 東京都統計 3 ]  |
| 1972年（昭和47年） | 14,545          | 79,230 | [ 東京都統計 4 ]  |
| 1973年（昭和48年） | 15,132          | 77,523 | [ 東京都統計 5 ]  |
| 1974年（昭和49年） | 16,797          | 80,233 | [ 東京都統計 6 ]  |
| 1975年（昭和50年） | 18,221          | 77,295 | [ 東京都統計 7 ]  |
| 1976年（昭和51年） | 87,340          | 81,307 | [ 東京都統計 8 ]  |
| 1977年（昭和52年） | 86,951          | 83,745 | [ 東京都統計 9 ]  |
| 1978年（昭和53年） | 89,373          | 83,334 | [ 東京都統計 10 ] |
| 1979年（昭和54年） | 88,923          | 84,779 | [ 東京都統計 11 ] |
| 1980年（昭和55年） | 88,449          | 86,751 | [ 東京都統計 12 ] |
| 1981年（昭和56年） | 88,123          | 88,019 | [ 東京都統計 13 ] |
| 1982年（昭和57年） | 87,038          | 87,441 | [ 東京都統計 14 ] |
| 1983年（昭和58年） | 88,194          | 87,429 | [ 東京都統計 15 ] |
| 1984年（昭和59年） | 92,600          | 87,989 | [ 東京都統計 16 ] |
| 1985年（昭和60年） | 89,852          | 86,808 | [ 東京都統計 17 ] |
| 1986年（昭和61年） | 96,959          | 87,071 | [ 東京都統計 18 ] |
| 1987年（昭和62年） | 93,486          | 88,221 | [ 東京都統計 19 ] |
| 1988年（昭和63年） | 104,551         | 90,011 | [ 東京都統計 20 ] |
| 1989年（平成元年） | 106,252         | 91,386 | [ 東京都統計 21 ] |
| 1990年（平成02年） | 109,126         | 92,578 | [ 東京都統計 22 ] |
| 1991年（平成03年） | 111,500         | 93,186 | [ 東京都統計 23 ] |
| 1992年（平成04年） | 112,808         | 93,668 | [ 東京都統計 24 ] |
| 1993年（平成05年） | 111,693         | 91,890 | [ 東京都統計 25 ] |
| 1994年（平成06年） | 109,756         | 90,047 | [ 東京都統計 26 ] |
| 1995年（平成07年） | 108,005         | 87,893 | [ 東京都統計 27 ] |
| 1996年（平成08年） | 107,496         | 85,655 | [ 東京都統計 28 ] |
| 1997年（平成09年） | 103,971         | 83,121 | [ 東京都統計 29 ] |
| 1998年（平成10年） | 101,351         | 80,395 | [ 東京都統計 30 ] |
| 1999年（平成11年） | 99,116          | 77,951 | [ 東京都統計 31 ] |
| 2000年（平成12年） | 96,355          | 76,321 | [ 東京都統計 32 ] |

### 各年度1日平均上車人次（2001年以後）
| 年度               | JR東日本 | 營團 / 東京地下鐵 | 東京都交通局 | 來源              |
| ------------------ | -------- | ----------------- | ------------ | ----------------- |
| 2001年（平成13年） | 94,157   | 73,877            | 未開業       | [ 東京都統計 33 ] |
| 2002年（平成14年） | 91,973   | 71,159            | 未開業       | [ 東京都統計 34 ] |
| 2003年（平成15年） | 90,236   | 68,956            | 未開業       | [ 東京都統計 35 ] |
| 2004年（平成16年） | 88,793   | 68,164            | 未開業       | [ 東京都統計 36 ] |
| 2005年（平成17年） | 87,392   | 67,567            | 未開業       | [ 東京都統計 37 ] |
| 2006年（平成18年） | 86,525   | 67,244            | 未開業       | [ 東京都統計 38 ] |
| 2007年（平成19年） | 91,955   | 75,183            | [ 備註 4 ]   | [ 東京都統計 39 ] |
| 2008年（平成20年） | 94,227   | 77,132            | 7,366        | [ 東京都統計 40 ] |
| 2009年（平成21年） | 93,939   | 76,600            | 8,608        | [ 東京都統計 41 ] |
| 2010年（平成22年） | 94,059   | 76,537            | 9,259        | [ 東京都統計 42 ] |
| 2011年（平成23年） | 93,891   | 75,891            | 9,574        | [ 東京都統計 43 ] |
| 2012年（平成24年） | 94,884   | 77,030            | 9,789        | [ 東京都統計 44 ] |
| 2013年（平成25年） | 97,268   | 79,334            | 10,499       | [ 東京都統計 45 ] |
| 2014年（平成26年） | 97,918   | 80,397            | 11,308       | [ 東京都統計 46 ] |
| 2015年（平成27年） | 98,681   |                   | 12,288       | [ 東京都統計 47 ] |
| 2016年（平成28年） | 100,276  | 82,685            | 13,015       | [ 東京都統計 48 ] |
| 2017年（平成29年） | 100,917  | 83,523            | 14,105       | [ 東京都統計 49 ] |
| 2018年（平成30年） | 100,940  | 83,395            | 14,612       | [ 東京都統計 50 ] |
| 2019年（令和元年） | 99,696   |                   |              |                   |

備註
1. ↑  1969年12月20日開業。開業日至1970年3月31日為止共計102日間的統計資料。
2. ↑  1971年4月20日開業。開業日至1972年3月31日為止共計347日間的統計資料。
3. ↑  2008年3月30日開業。

## 車站周邊
JR山手線、京濱東北線東南－西北走向通過本區，並與東京地下鐵千代田線直角交會。該線地面部分是道灌山通，道灌山通車站西側有開成學園（中學校、高校）。該學園對面有西日暮里公園。
每年8月最後周六日有諏方神社的例大祭。
車站周邊，特別是尾久橋通沿線，有許多中層大樓，聚集許多餐飲店與風俗店。車站東側幹道以外是路幅狹小的平民住宅區。
另外，本站鄰近過去的京成本線道灌山通站（1943年休止，1947年廢止）。
- 西日暮里站前郵便局
- 警視廳荒川警察署（日语：荒川警察署）西日暮里站前交番
- 中越運送（日语：中越運送）東京支社
  - FM PORT（日语：新潟県民エフエム放送）東京支社
- 谷中音樂廳
- 开成中学校及高等学校

## 巴士路線
最近的巴士站是「西日暮里站」，位於道灌山通與尾久橋通上。以下路線皆由東京都交通局運行。
（尾久橋通）
- 里48：往日暮里站／往見沼代親水公園站
- 里48-2：往日暮里站／往加賀團地（循環）行

（道灌山通）
- 草63：經巢鴨站往池袋站東口／經三之輪站往淺草壽町

## 相鄰車站
東京地下鐵
 千代田線

千駄木（C 15）－西日暮里（C-16）－町屋（C-17）
東日本旅客鐵道
 京濱東北線
■快速
通過
■各站停車
日暮里（JK 32）－西日暮里（JK 33）－田端（JK 34）
 山手線
日暮里（JY 07）－西日暮里（JY 08）－田端（JY 09）
 東京都交通局
 日暮里-舍人線
日暮里（NT 01）－西日暮里（NT 02）－赤土小學校前（NT 03）

### 來源
JR、私鐵、地下鐵1日平均使用人數
1. ↑  各駅の乗車人員 （页面存档备份，存于） - JR東日本
2. ↑  各駅の乗降人員ランキング （页面存档备份，存于） - 東京メトロ
3. ↑  各駅乗降人員一覧 （页面存档备份，存于） - 東京都交通局

JR東日本1999年度以後的上車人次
1. ↑  各駅の乗車人員（1999年度） （页面存档备份，存于） - JR東日本
2. ↑  各駅の乗車人員（2000年度） （页面存档备份，存于） - JR東日本
3. ↑  各駅の乗車人員（2001年度） （页面存档备份，存于） - JR東日本
4. ↑  各駅の乗車人員（2002年度） （页面存档备份，存于） - JR東日本
5. ↑  各駅の乗車人員（2003年度） （页面存档备份，存于） - JR東日本
6. ↑  各駅の乗車人員（2004年度） （页面存档备份，存于） - JR東日本
7. ↑  各駅の乗車人員（2005年度） （页面存档备份，存于） - JR東日本
8. ↑  各駅の乗車人員（2006年度） （页面存档备份，存于） - JR東日本
9. ↑  各駅の乗車人員（2007年度） （页面存档备份，存于） - JR東日本
10. ↑  各駅の乗車人員（2008年度） （页面存档备份，存于） - JR東日本
11. ↑  各駅の乗車人員（2009年度） （页面存档备份，存于） - JR東日本
12. ↑  各駅の乗車人員（2010年度） （页面存档备份，存于） - JR東日本
13. ↑  各駅の乗車人員（2011年度） （页面存档备份，存于） - JR東日本
14. ↑  各駅の乗車人員（2012年度） （页面存档备份，存于） - JR東日本
15. ↑  各駅の乗車人員（2013年度） （页面存档备份，存于） - JR東日本
16. ↑  各駅の乗車人員（2014年度） （页面存档备份，存于） - JR東日本
17. ↑  各駅の乗車人員（2015年度） （页面存档备份，存于） - JR東日本
18. ↑  各駅の乗車人員（2016年度） （页面存档备份，存于） - JR東日本
19. ↑  各駅の乗車人員（2017年度） （页面存档备份，存于） - JR東日本
20. ↑  各駅の乗車人員（2018年度） （页面存档备份，存于） - JR東日本
21. ↑  各駅の乗車人員（2019年度） （页面存档备份，存于） - JR東日本

JR、私鐵、地下鐵統計資料
1. 1 2  数字で表す荒川区（区勢概要） （页面存档备份，存于） - 荒川区
2. ↑  各種報告書 （页面存档备份，存于） - 関東交通広告協議会

東京都統計年鑑
1. ↑  .   [2017-04-25]. （原始内容存档于2016-03-05）.
2. ↑  .   [2017-04-25]. （原始内容存档于2016-03-05）.
3. ↑  .   [2017-04-25]. （原始内容存档于2015-06-29）.
4. ↑  .   [2017-04-25]. （原始内容存档于2015-06-29）.
5. ↑  .   [2017-04-25]. （原始内容存档于2015-06-29）.
6. ↑  .   [2017-04-25]. （原始内容存档于2016-03-05）.
7. ↑  .   [2017-04-25]. （原始内容存档于2016-06-02）.
8. ↑  .   [2017-04-25]. （原始内容存档于2015-06-29）.
9. ↑  .   [2017-04-25]. （原始内容存档于2016-03-05）.
10. ↑  .   [2017-04-25]. （原始内容存档于2015-06-29）.
11. ↑  .   [2017-04-25]. （原始内容存档于2016-03-05）.
12. ↑  .   [2017-04-25]. （原始内容存档于2016-03-05）.
13. ↑  .   [2017-04-25]. （原始内容存档于2016-03-05）.
14. ↑  .   [2017-04-25]. （原始内容存档于2015-06-29）.
15. ↑  .   [2017-04-25]. （原始内容存档于2015-06-29）.
16. ↑  .   [2017-04-25]. （原始内容存档于2015-06-29）.
17. ↑  .   [2017-04-25]. （原始内容存档于2016-03-05）.
18. ↑  .   [2017-04-25]. （原始内容存档于2016-03-05）.
19. ↑  .   [2017-04-25]. （原始内容存档于2015-06-29）.
20. ↑  .   [2017-04-25]. （原始内容存档于2016-03-05）.
21. ↑  .   [2017-04-25]. （原始内容存档于2016-03-05）.
22. ↑  .   [2017-04-25]. （原始内容存档于2016-03-05）.
23. ↑  .   [2017-04-25]. （原始内容存档于2016-03-05）.
24. ↑  平成4年
25. ↑  平成5年
26. ↑  平成6年
27. ↑  平成7年
28. ↑  平成8年
29. ↑  .   [2017-04-25]. （原始内容存档于2016-03-04）.
30. ↑  平成10年PDF
31. ↑  平成11年PDF
32. ↑  .   [2017-04-25]. （原始内容存档于2016-03-04）.
33. ↑  .   [2017-04-25]. （原始内容存档于2016-03-04）.
34. ↑  .   [2017-04-25]. （原始内容存档于2017-07-29）.
35. ↑  .   [2017-04-25]. （原始内容存档于2017-07-29）.
36. ↑  .   [2017-04-25]. （原始内容存档于2017-07-29）.
37. ↑  .   [2017-04-25]. （原始内容存档于2017-07-29）.
38. ↑  .   [2017-04-25]. （原始内容存档于2017-07-29）.
39. ↑  .   [2017-04-25]. （原始内容存档于2017-07-29）.
40. ↑  .   [2017-04-25]. （原始内容存档于2017-07-29）.
41. ↑  .   [2017-04-25]. （原始内容存档于2016-03-26）.
42. ↑  .   [2017-04-25]. （原始内容存档于2016-03-27）.
43. ↑  .   [2017-04-25]. （原始内容存档于2016-03-25）.
44. ↑  .   [2017-04-25]. （原始内容存档于2016-03-27）.
45. ↑  .   [2017-04-25]. （原始内容存档于2016-03-22）.
46. ↑  .   [2017-04-25]. （原始内容存档于2017-07-30）.
47. ↑  .   [2017-04-25]. （原始内容存档于2018-11-09）.
48. ↑  .   [2018-10-20]. （原始内容存档于2019-05-02）.
49. ↑  .   [2020-07-27]. （原始内容存档于2019-12-03）.
50. ↑  .   [2020-07-27]. （原始内容存档于2020-08-04）.

## 外部連結
- 車站資訊（西日暮里）：東日本旅客鐵道（日語）
- 東京地下鐵–西日暮里車站 （页面存档备份，存于）（繁體中文）
- 西日暮里站 （页面存档备份，存于） - 東京都交通局（日語）